# Samuel Portugal
Samuel Portugal Lima (Teixeira de Freitas, 29 marzo 1994) è un calciatore brasiliano, portiere dell' Al-Okhdood, in prestito dal Porto.

## Palmarès

### Club

#### Competizioni nazionali
- Coppa del Portogallo: 1

Porto: 2023-2024
- Supercoppa di Portogallo: 1

Porto: 2024